# Tántalo (hijo de Broteas o de Tiestes)
En la mitología griega, Tántalo, llamado el Segundo, fue rey de Pisa, hijo y heredero de Broteas o, según otras fuentes de Tiestes, hijo de Pélope. No debe confundirse con otro Tántalo, hijo de Zeus o Tmolo, de quien era descendiente.
Según una tradición, era el primer marido de Clitemnestra y murió a manos de Agamenón, quien luego obligaría a su viuda a casarse con él. Se cuenta que Agamenón también arrancó violentamente de su pecho al hijo de Clitemnestra y lo mató arrojándolo contra el suelo.
Una tradición muy distinta cuenta que cuando Tiestes fue invitado por su hermano Atreo a un banquete, este asesinó a los hijos de Tiestes, que eran Tántalo y Plístenes, los hirvió y los sirvió a la mesa. Al terminar la comida, le presentó en otra bandeja las cabezas, pies y manos de sus víctimas, para que se diera cuenta de lo que había comido. Tiestes vomitó horrorizado lo que tenía en el estómago y lanzó una terrible maldición a los descendientes de Atreo.